# エリザベス・ブラント
エリザベス・ブラント（Elizabeth Blount, 1498年頃/1500年頃/1502年頃 - 1539/1540年）は、イングランド王ヘンリー8世の愛妾。王の認知した唯一の非嫡出子ヘンリー・フィッツロイの生母である。一般にはベッシー・ブラント（Bessie Blount）の呼び名で知られる。

## 生涯
シュロップシャー州キンレットの地主サー・ジョン・ブラント（John Blount）と妻のキャサリン・パーシャル（Catherine Pershall）の間の娘として生まれた。父ジョン・ブラントは王室に忠誠篤く、1513年のフランスにおけるギヌガットの戦いにも従軍している。評判の美少女で、王妃キャサリン・オブ・アラゴンの侍女として宮廷入りした。王のお手付きとなったのは1514年ないし1515年頃のことで、肉体関係は約8年ほど続いた。ヘンリー8世とベッシーの関係は、王と他の女たちとの情事に較べると長く続いた。
1519年6月5日、ベッシーは王の庶出の息子を出産し、生まれた子はヘンリー・フィッツロイと名付けられた。フィッツロイはヘンリー8世が自分の子だと認知した唯一の婚外子であり、1525年にリッチモンド公爵、サマセット公爵およびノッティンガム伯爵に叙せられたが、1536年に夭折した。息子の誕生後、王とベッシーの関係は理由は不明だが解消された。ベッシーはヘンリー8世が健康な男児の父親になれる能力を備えていることを証明した女として、当時、そして後代の人々にその名を広く知られることになった。ベッシーと交替するように、今度はメアリー・ブーリンが王の無聊を慰める役目を務めた。しかしヘンリー8世はベッシーら肉体関係を持つ女を、フランス王室の公妾（Maîtresse-en-titre）のように宮廷で公式の側室扱いすることはせず、彼女たちは単なるお手付きの女に過ぎなかった。ヘンリー8世はアン・ブーリンだけには側室としての地位を約束するが、アンはこれを拒絶している。
ベッシーは息子ヘンリー・フィッツロイの養育に関わることは無かった。そして1522年にギルバート・タルボイズと結婚し、以後は宮廷から遠ざかった。夫は1529年にタルボイズ・オブ・カイム男爵（Baron Tailboys of Kyme）に叙せられるが、翌1530年に亡くなり、未亡人となったベッシーに相当の遺産を残した。1532年、王室の縁者の1人レナード・グレイ卿に求婚されたが断っている。
その後、1533年から1535年の間に、10歳ほど年下で彼女のリンカンシャーの所領の隣の地所を所有する、第9代クリントン男爵エドワード・クリントン（後に初代リンカーン伯爵）と再婚する。再婚後、ベッシーはヘンリー8世の4番目の王妃アン・オブ・クレーヴズの女官として短期間宮廷に戻るが、健康上の問題からすぐに宮仕えを離れた。ベッシーは夫の所領に戻った後、まもなく死去した。死因は肺病と伝えられている。

## 子女
ヘンリー8世との間に非嫡出の息子を1人もうけた。
- ヘンリー・フィッツロイ（1519年 - 1536年） - 初代リッチモンド公爵およびサマセット公爵

最初の夫タルボイズ卿との間には、少なくとも3人の子供をもうけた。子供たちはいずれも子孫を残さず、タルボイズ・オブ・カイム男爵位は1563年に消滅した。
- エリザベス・タルボイズ（英語版）（1522年頃 - 1563年） - 第4代タルボイズ・オブ・カイム女男爵、トマス・ウィンブッシュ（Thomas Wymbish）と結婚、第3代ウォリック伯爵アンブローズ・ダドリー（英語版）と結婚
- ジョージ・タルボイズ（英語版）（1523年頃 - 1540年） - 第2代タルボイズ・オブ・カイム男爵
- ロバート・タルボイズ（英語版）（1528年頃 - 1540年） - 第3代タルボイズ・オブ・カイム男爵

2番目の夫クリントン卿との間には3人の娘をもうけた。
- ブリジット・クリントン（1536年頃 - ?） - ロバート・ディモック（英語版）と結婚
- キャサリン・クリントン（1538年頃 - 1621年） - 第2代バーグ・オブ・ゲインズバラ男爵ウィリアム・バーグと結婚
- マーガレット・クリントン（1539年頃 - ?） - 第2代ウィロビー・オブ・パーハム男爵チャールズ・ウィロビー（英語版）と結婚

ベッシーと2番目の夫の間の子孫の1人には、エリザベス2世女王の義理の娘ウェセックス伯爵夫人ソフィー・リース＝ジョーンズがいる。